# Allotoca goslinei
El tiro listado (Allotoca goslinei) es un pez dulceacuícola endémico del estado de Jalisco. Esta especie pertenece a la familia Goodeidae, la cual está conformada por especies vivíparas, en su mayoría endémicas de México.
https://exe.io/gallery

## Descripción
Es un pez de la familia Goodeidae del orden Cyprinodontiformes. Es un pez pequeño de cuerpo alargado. Su coloración no es muy brillante; los machos presentan una mancha oscura y alargada en la mitad del cuerpo ubicada sobre la mitad posterior de la aleta pélvica, en ocasiones puede haber una o dos manchas similares en posición anterior. Las hembras típicamente muestran tres manchas oscuras en el medio lado de posición similar a las del macho, una de ellas situada frente a la inserción de la aleta pélvica. En algunas ocasiones pueden presentarse manchas oscuras prominentes cerca de la base de la aleta dorsal en ambos sexos. Este pez alcanza una talla máxima de 50 mm de longitud patrón. Por el tipo de dentición que presenta se ha sugerido que puede alimentarse de artrópodos y pequeños invertebrados. Es un pez vivíparo, en cautiverio alcanza la madurez sexual en 3 meses y tiene camadas de 15-20 crías que pueden medir entre 9,3 y 12,1 mm de longitud patrón.

## Distribución
Es una especie endémica del Arroyo Potrero Grande, el cual es un tributario del río Ameca, en el estado de Jalisco.

## Ambiente
El tiro rayado fue colectado en un estanque de aguas tranquilas, de claras a turbias y con fondo de grava, arena y barro, con profundidad menor a 1.2. Durante la temporada seca este arroyo se reduce a un par de estanques y pantanos.

## Estado de conservación
El tiro rayado es una especie naturalmente poco abundante, que ha experimentado una reducción del 90% de su abundancia en un periodo de 4 años (2004 vs 2000) y una disminución del 50% en su área de distribución. Este pez endémico se encuentra enlistado en la Norma Oficial Mexicana 059 (NOM-059-SEMARNAT-2010) como especie en peligro de extinción (P); aún no ha sido evaluado por la Unión Internacional para la Conservación de la Naturaleza (UICN), por lo que no se encuentra en la Lista Roja.